# Catedral de Santa María (Solsona)
La Catedral de Santa María de Solsona es un templo católico español situado en la localidad del mismo nombre, en la provincia de Lérida, sede de la diócesis de Solsona. Integra un complejo de edificios que datan desde el final del siglo XII hasta el XVIII, con estilos románico, gótico y barroco. Forma parte del complejo el Palacio Episcopal, adosado a la catedral.

## Historia
La mayor parte de la obra es del siglo XIV, pero del templo románico consagrado en 1163 se conservan el ábside (con ventana con arquivoltas, dos columnas y capiteles), dos absidiolas (la del norte sobrealzada), y el campanario de planta cuadrada (la parte superior es del siglo XVI) con ventanales bien adornados con arquivoltas, capiteles y columnas. Son también románicas algunas ventanas tapiadas en la fachada norte y la puerta de escuela leridana que da al claustro, del siglo XVIII, con arco abocinado, capiteles y columnas. La primitiva iglesia románica de Santa María tenía el monasterio cerca, adosado a sus muros. Estaba situado donde hoy está el Palacio Episcopal.
La catedral actual, de estilo gótico, se empezó en 1299 y se acabó en el año 1630 con la construcción del presbiterio. A la izquierda del transepto se sitúa la parroquia con un retablo barroco dedicado a la Virgen de la Merced.
En el siglo XVIII, por iniciativa del obispo Rafael Lasala y Locela, se construyó el cancel y la puerta de San Agustín, destruyendo por este motivo la gran portalada románica.

## Imagen de la Virgen del Claustro

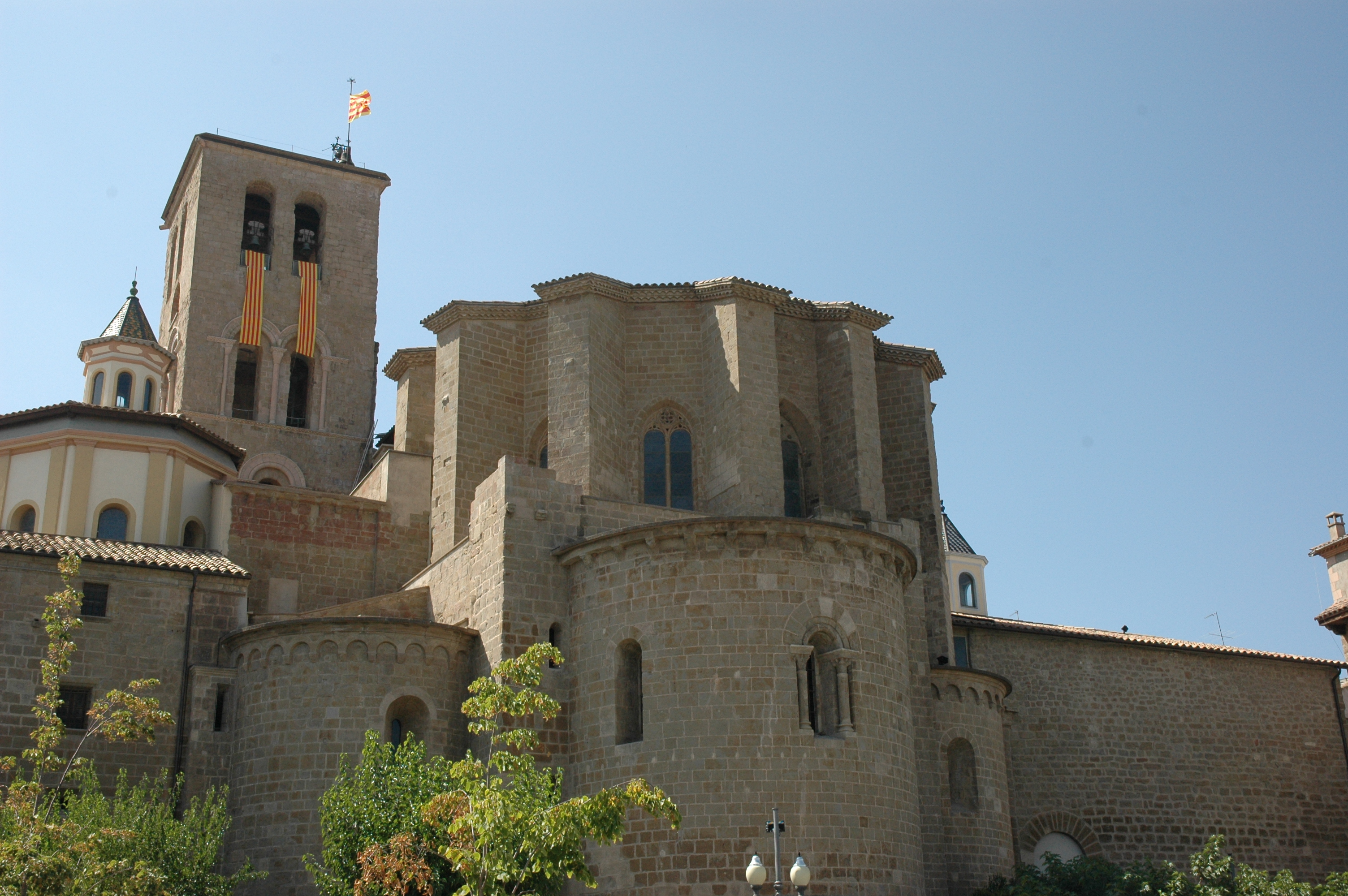
Vista de la catedral

A la derecha está la capilla del Claustro dónde se venera la imagen de la Virgen del Claustro, patrona de la ciudad. Es una talla de piedra de finales del siglo XII, catalogada como una de las esculturas más importantes del románico catalán.
Fue hecha por el maestro Gilabert (Gilabertus) de Toulouse, uno de los más importantes de la época. La imagen mide 105 cm de altura. Está sentada en un trono, con el Niño en la falda, y bajo los pies están representados dos monstruos. La imagen es de piedra y los años la han ennegrecido.
En el siglo XIII, con la llegada de los albigenses, temiendo por la integridad de la imagen la escondieron dentro del pozo del claustro que acababan de construir. Hay una leyenda del niño caído al pozo que fue salvado por la Virgen María que parece tener fundamento histórico.
Durante la Guerra Civil de 1936, las imágenes religiosas volvieron a peligrar, y en esta ocasión fue escondida en la caja del campanario, y más tarde evacuada a Francia. Acabada la guerra la imagen tuvo que ser restaurada, pues la figura del Niño había sufrido algunos destrozos.